# Pedro Mazullo
Pedro Marcelo Mazullo Pizano (* 15. Februar 1892 in Uruguay; † unbekannt) war ein uruguayischer Fußballtrainer. Von 1936 bis 1939 trainierte Mazullo die chilenische Nationalmannschaft.

## Karriere
Pedro Mazullo trainierte vor der Nationalmannschaft Chiles bereits 1934 den FC Santos und 1936 den CSD Colo-Colo. Anschließend führte er Chile zum Campeonato Sudamericano 1937 in Argentinien. Nach den Niederlagen gegen Argentinien und Brasilien gelang Chile der erste Sieg in der Historie über die damalige starke Mannschaft von Uruguay, und dies deutlich mit 3:0. Chile belegte am Ende des Turniers den fünften Platz der sechs Teams.
Beim Campeonato Sudamericano 1939 wurde Chile Vierter von fünf Teilnehmern. Das Team von Mazullo siegte nur im letzten Spiel gegen Ecuador. Nach dem Turnier stand der uruguayische Trainer noch ein Freundschaftsspiel an der Seitenlinie der chilenischen Nationalmannschaft.